# Killarney (Ontario)
Killarney es un municipio canadiense situado en la provincia de Ontario.

## Superficie
Killarney tiene una superficie de 1469,4 km².

## Demografía
En 2021, tenía 397 habitantes, una densidad poblacional de 0,3 hab./km², y 443 viviendas.